# Somebody to You
Somebody to You är en poprocklåt av det brittiska poprockbandet The Vamps som släpptes den 18 maj 2014 (tillsammans med Demi Lovato) som deras fjärde singel på deras debutalbum Meet the Vamps som släpptes den 14 april samma år. Låten är skriven av Carl Falk, Savan Kotecha och Kristian Lundin (Falk och Lundin har även producerat den). 
Laura Marano, känd från bland annat Austin och Ally, medverkar i musikvideon till låten.